# Lord Derby Spur Type (manzana)
Lord Derby spur type es una  variedad cultivar de manzano (Malus domestica).
Variedad de manzana procedente de árboles de la variedad Catshead y de fuente de polen variedad Desconocida. Se originó en  el huerto granja "Hilltop Fruit Farm", en Ledbury, Herefordshire Inglaterra (Reino Unido), en árboles plantados en 1968. Los árboles tienen un hábito de tipo espolón. Las frutas son de textura bastante gruesa, algo secas y con un sabor subácido. Cocina bien.

## Historia
'Lord Derby spur type' es una variedad de manzana procedente de la variedad Catshead como Parental-Madre, y de fuente de polen como Parental-Padre de una variedad Desconocida. Se originó en  el huerto granja "Hilltop Fruit Farm", en Ledbury, Herefordshire Inglaterra (Reino Unido), en árboles plantados en 1968. Los árboles tienen un hábito de tipo espolón.
'Lord Derby spur type' se cultiva en la National Fruit Collection con el número de accesión: 1969-041 y Accession name: Lord Derby spur type.

## Características
'Lord Derby spur type' es un árbol con hábito de tipo espolón, con porte esparcido compacto y vertical. Tiene un tiempo de floración que comienza a partir del 10 de mayo con el 10% de floración, para el 16 de mayo tiene una floración completa (80%), y para el 25 de mayo tiene un 90% de caída de pétalos.
'Lord Derby spur type' tiene una talla de fruto grande; forma globosa, y a menudo de forma irregular, con altura 66.83mm y anchura 78.05mm; con nervaduras fuertes, y corona de media; epidermis con color de fondo verde hierba, importancia del sobre color muy bajo o ausente, con color del sobre color lavado de marrón, con sobre color patrón chapas, presentando una ligera mancha muy lavada de marrón en el rostro expuesto al sol, "russeting" (pardeamiento áspero superficial que presentan algunas variedades) ausente; cáliz pequeño y cerrado, asentado en una cubeta poco profunda, ancha y fruncida que está rodeada por una corona de nudos irregulares; pedúnculo corto y grueso, hundido profundamente en su cavidad; carne de color blanco verdoso, muy ácido recién cosechada, pero se suaviza y se vuelve un poco más dulce en almacenamiento, de grano grueso, suave y seca. Sabor dulce ácido.
Su tiempo de recogida de cosecha se inicia a finales de septiembre. Se conserva bien durante tres meses en cámara frigorífica.

## Usos
De uso preferentemente en cocina pues hace una salsa cremosa entre otras muchas recetas. Una manzana claramente culinaria, conserva su forma pero se vuelve rosa cuando se cocina. Bueno para pasteles, aunque a menudo se prefiere un poco verde para que de un sabor ácido. Una vez que se pone amarillo, pierde tanto su sabor como su acidez. Es recomendable el uso de azúcar morena para endulzar y obtener el mejor sabor.
También se consume como manzana fresca de mesa y añadida en la elaboración de sidra plurivarietal.

## Ploidismo
Diploide, parcialmente autofértil. Para una mejor cosecha es necesaria una polinización con variedades del Grupo de polinización: D, Día 15.